# Ferrovia dell'Engadina
La ferrovia dell'Engadina (ted. Engadiner Bahn) è una linea ferroviaria, a scartamento metrico, che percorre l'Engadina da Pontresina a Scuol, nel cantone svizzero dei Grigioni.

## Storia
La tratta Samedan-Pontresina venne aperta dalla Ferrovia Retica (FR) il 1º luglio 1908, contemporaneamente alla tratta Pontresina-Morteratsch della Ferrovia del Bernina innestandosi sul tratto esistente dal 1903 Samedan-Bever, parte della linea dell'Albula. Tra Bever e Scuol-Tarasp l'attivazione avvenne il 1º luglio del 1913 e il tratto fu elettrificato sin dall'inizio a 11  kV, corrente alternata monofase a 16,7 Hz.
Dopo l'apertura della linea dell'Engadina e della tratta ferroviaria dell'Albula è stato possibile attivare un itinerario via Bever e Samedan per St. Moritz. L'elettrificazione della stazione ferroviaria di Pontresina venne effettuata a doppio sistema essendo la linea del Bernina a corrente continua. Oggi i treni della linea da Samedan utilizzano i binari 1° e 2° e, quelli della ferrovia del Bernina, i binari da 4° a 7°. Il binario 3° ha la linea di contatto commutabile a seconda della necessità.

## Percorso
| Unknown route-map component "dCONTgq" | Unknown route-map component "STR+r" | Unknown route-map component "d" |

| Station on track |

| Unknown route-map component "d" | Unknown route-map component "ABZgl" | Unknown route-map component "dCONTfq" |

| Funicular | Stop on track |  |

| Unknown route-map component "d" | Unknown route-map component "ABZg+l" | Unknown route-map component "dCONTfq" |

| Station on track |

| Station on track |

| 95,60 |
| 95,60 |

| Unknown route-map component "d" | Unknown route-map component "ABZgl" | Unknown route-map component "dCONTfq" |

| Station on track |

| Stop on track |

| Station on track |

| Station on track |

| Station on track |

| Unknown route-map component "bWBRÜCKE1" |

| Enter and exit tunnel |

| Non-passenger station/depot on track |

| Unknown route-map component "bWBRÜCKE1" |

| Station on track |

| Unknown route-map component "bWBRÜCKE1" |

| Station on track |

| Non-passenger station/depot on track |

|  | Straight track | Unknown route-map component "tCONTl+f" |

|  | Unknown route-map component "SHI1r" + One way leftward + Unknown route-map component "PORTALl" | Unknown route-map component "tABZgr" |

|  | Unknown route-map component "dTUNNEL1" | Unknown route-map component "dSHI3+l" | Unknown route-map component "SHI3r" + Unknown route-map component "PORTALg" |

| Unknown route-map component "BHFSPLe" |

| Station on track |

| Station on track |

| Unknown route-map component "tSTRa" |

| Unknown route-map component "tSTRe" |

| Station on track |

| Unknown route-map component "tSTRa" |

| Unknown route-map component "tSTRe" |

| Stop on track |

| Unknown route-map component "KBHFxe" |

| Unknown route-map component "exLSTR" |